# توم تشيسمان
توم تشيسمان (بالإنجليزية: Tom Cheeseman)‏ هو لاعب اتحاد الرغبي بريطاني، ولد في 22 مارس 1986 في سوانزي في المملكة المتحدة.